# Mateusz Gucman
Mateusz Gucman (ur. 19 kwietnia 1980 w Głubczycach) – polski zapaśnik, olimpijczyk z Pekinu 2008.
Zawodnik Grunwaldu Poznań.
Specjalista stylu wolnego. Mistrz Polski w kategorii 96 kg w latach 2006-2008 i 2010 oraz brązowy medalista w latach 2003, 2005.
Uczestnik mistrzostw świata w kategorii do 96 kg w 2007 r. w których zajął 12. miejsce.
Dwukrotny uczestnik mistrzostw Europy w roku: 2000 - startował w kategorii 85 kg zajmując 4 miejsce, 2006 - startował w kategorii 96 kg zajmując 10. miejsce.
Na igrzyskach olimpijskich w 2008 roku odpadł w pierwszej rundzie zajmując ostatecznie 17. miejsce.
W Mistrzostwach Świata Weteranów w Lutraki w 2021 zajął 1. miejsce w kategorii 88 kg w stylu wolnym. 
Trener medalistki olimpijskiej, mistrzyni Europy w zapasach Moniki Michalik. 